# Drapeau du Suriname
Le drapeau du Suriname est composé de cinq bandes horizontales, une grande bande centrale rouge floquée d'une étoile jaune puis deux fines bandes blanches de part et d'autre puis deux bandes vertes sur l'extérieur.
Ce drapeau fut adopté le 25 novembre 1975, après l'indépendance du Suriname

## Composition du drapeau

Construction du drapeau

Au centre du drapeau on peut voir une étoile à cinq branches de couleur jaune représentant l'unité de tous les groupes ethniques du pays.
La bande rouge symbolise le progrès et l'amour, la verte l'espérance et la fertilité, et les blanches la justice et la paix.
| Couleur | ● Vert      | ● Rouge     | ● Jaune      | ● Blanc       |
| ------- | ----------- | ----------- | ------------ | ------------- |
| HTML    | #377e3f     | #b40a2d     | #ecc81d      | #ffffff       |
| RVB     | 55, 126, 63 | 180, 10, 45 | 236, 200, 29 | 255, 255, 255 |
| Pantone | 356C        | 186C        | 116C         |               |

## Drapeau de Suriname jusqu'à 1975

8 décembre 1959 - 24 novembre 1975

Drapeau du Gouverneur.

L'ancien drapeau était le drapeau officiel de la colonie Suriname jusqu'à l'indépendance du pays le 25 novembre 1975.
Le drapeau sur fond blanc portait cinq étoiles de couleurs noire, marron, jaune, rouge et blanche disposées sur une ellipse noire.
Les étoiles de couleurs représentent les différents groupes ethniques qui composent la population de Suriname : les Amérindiens d'origine, les Européens colonisateurs, les Africains amenés comme esclaves pour travailler dans les plantations, et les Indiens (au sens large), les Javanais et les Chinois qui vinrent comme travailleurs pour remplacer les Africains qui avaient fui l’esclavage et s'étaient installés dans les autres pays d'Amérique du Sud. L'ellipse symbolise les relations harmonieuses entre les différents groupes. Le gouverneur du Suriname avait son propre drapeau qui reprend celui de la colonie.